# ISO 3166-2:VG
ISO 3166-2:VGはISOの3166-2規格のうち、VGで始まるものである。イギリス領ヴァージン諸島の行政区分コードを意味する。イギリス領ヴァージン諸島はISO 3166-1(ISO 3166-1 alpha-2)で、VGを国コードとして割り振られている。小島嶼地域であり、ISO 3166-2:VGに対応する行政区分コードの割り当てはない。